# ترتيب العمليات الحسابية

ترتيب العمليات الحسابية

ترتيب العمليات الحسابية (التي تسمى أحيانًا أسبقية المعامل) في علوم الرياضيات وبرمجة الحاسوب، هي قاعدة تستعمل لتوضيح أي العمليات الحسابية يجب تنفيذها أولًا في جملة حسابية معينة.
وفي علم الرياضيات ومعظم لغات الحاسوب، يتم تنفيذ عمليات الضرب قبل الجمع، وقد كان هذا هو الحال منذ إدخال الترميز الجبري الحديث. على سبيل المثال في التعبير 2 + 3 × 4، الجواب هو 14. الأقواس «(..) و{..} و[..]»، لديها قواعد خاصة بها، يمكن أن تستخدم لتفادي الخلط بين العمليات، وبالتالي يمكن كتابة التعبير السابق بالصيغة التالية: 2 + (3 × 4)، ولكن القوسين لا لزوم لهما هنا، لأن الأولوية ماتزال للضرب حتى بدونهما. عندما تم تقديم الأس في القرنين السادس عشر والسابع عشر، فقد تم إعطاءه الأسبقية على كل من الجمع والضرب، ويمكن وضعها فقط كخط مرتفع أعلى الأساس. هكذا 3 + 25 = 28 و3 × 25 = 75.
وقد وضعت هذه القواعد لتوضيح كيفية التعامل مع الرموز والعمليات الحسابية، مع السماح باستخدام الرموز كأداة توضيحية فقط غايتها تسهيل العمليات الحسابية وإعطاءها صورة أكثر دقة مما يسهل الحصول على إجابة نهائية صحيحة، ويتحقق ذلك بفهم هذه الرموز وغاية كل واحد منها فمثلًا يمكن استخدام الأقواس () للإشارة إلى أن العملية الحسابية داخل القوس تتمتع بالأولوية عن العمليات الأخرى وكمثال توضيحي (2 + 3) × 4 = 20، بسبب وجود الأقواس أُعطت الأولولية للجمع بالرغم من أولوية الضرب في حال عدم وجود الأقواس، أما عند الحاجة إلى وجود أكثر من قوس في معادلة واحدة يمكن استخدام شكل آخر من أشكال الأقواس لتجنب أي التباس كما في [2 × (3 + 4)] - 5 = 9-.

## ترتيب مستوى العمليات
ترتب أسبقية العمليات الحسابية وهو نفس الترتيب المستخدم في علم الرياضيات والعلوم الطبيعية والعلوم التكنولوجية والعديد من لغات البرمجة بالقواعد التالية:
العمليات المدمجة داخل أقواس (بنفس الترتيب الموضح)
1. الضرب المتكرر (رفع الأس).
2. الجذور.
3. الضرب والقسمة.
4. الجمع والطرح.

يتم تسلسل العمليات على الصيغة التالية:
1. العمليات داخل الأقواس.
2. رفع الأسس.
3. الضرب والقسمة.
4. الجمع والطرح.

ومن اليمين إلى اليسار (في اللغة العربية) أو من اليسار إلى اليمين (في اللغة الإنجليزية).

### مثال
(بالإنجليزية) 13 = 6/2*3+4

حيث يتم تنفيذ العمليات الحسابية بالترتيب التالي:
1. الضرب والقسمة من اليسار إلى اليمين (3*6 = 18)، ثم (18/2 = 9).
2. الجمع (9 + 4 = 13).

## استثناء من القاعدة

### المتسلسلة الأُسية
إذا تمت الإشارة إلى الأس بواسطة رموز مكدسة باستخدام الترميز المرتفع، فإن القاعدة المعتادة هي العمل من أعلى إلى أسفل:
abc = a(bc)
التي لا تساوي عادةً c‏(ab). هذا الاصطلاح مفيد لأن هناك خاصية الأس التي c‏(ab) =‏abc، لذلك ليس من الضروري استخدام الأس التسلسلي لهذا الغرض.
ومع ذلك، عند استخدام تدوين عامل التشغيل مع علامة الإقحام (^) أو السهم (↑)، لا يوجد معيار مشترك. على سبيل المثال، يقوم مايكروسوفت إكسل ولغة البرمجة الحسابية ماتلاب بتقييم a^b^c كـc‏(ab)، لكن بحث جوجل وولفرام ألفا كـa(bc). وهكذا فإن 4^3^2 يتم تقييمها إلى 4,096 في الحالة الأولى و262,144 في الحالة الثانية.

### إشارة الناقص الأحادية
هناك اصطلاحات مختلفة بخصوص العامل الأحادي - (عادة ما يقرأ «سالب»). في الرياضيات المكتوبة أو المطبوعة، حيث أن -23 تساوي -(3)2 التي تساوي (-9).
وفي بعض التطبيقات ولغات البرمجة، مثل برمجية مايكروسوفت إكسل، برمجية بلين ميكر، برمجية بي سي وبعض برمجيات البيانات الأخرى، الأولوية تعطى للمشغل الاحادي قبل العوامل الثنائية وهذا ما يفسر أولوية السالب الأحادي عن الأسس وذلك ما يفسر أن -23 تساوي
(-3)2 وتساوي 9.

### خليط الضرب والقسمة
وبالمثل، يمكن أن يكون هناك غموض في استخدام رمز الشرطة المائلة / في تعبيرات مثل 1/2n. إذا أعاد أحد كتابة هذا التعبير كـ1 ÷ 2n ثم فسر رمز القسمة على أنه يشير إلى الضرب بالمقلوب، يصبح هذا:
(2 ÷ 1) × n = 1 × 12 × n = 12 × n.
بهذا التفسير 1 ÷ 2n يساوي (1 ÷ 2)n. ومع ذلك، في بعض الأدبيات الأكاديمية، يتم تفسير الضرب الذي يُشار إليه بالتجاور (المعروف أيضًا باسم الضرب الضمني) على أنه ذو أسبقية أعلى من القسمة، بحيث تكون 1 ÷ 2n تساوي 1 ÷ (2n)، وليس (1 ÷ 2)n.

## حالات خاصة
فيما يخص التعدادين الثالث (الضرب والقسمة) والرابع (الجمع والطرح)، ولا أفضلية لإحدى العمليتين في كل تعداد على الأخرى، أي لا أفضلية للضرب على القسمة أو للجمع على الطرح وبالعكس. تحسب هذه العمليات بناء على ترتيبها من اليسار إلى اليمين في اللغة الإنجليزية وبالعكس في اللغة العربية. في المثال السابق بدأنا بالضرب لأنه الأقوى حسب التعداد وتبعناه بالتقسيم حسب الترتيب (من اليسار إلى اليمين)، ثم أكملنا بالجمع لأنه أضعف حسب التعداد.